# Annette Groh
Annette Groh (* 1974 in Saarbrücken) ist eine deutsche Verwaltungsjuristin. Sie ist seit 2021 Präsidentin des Rechnungshofes des Saarlandes.

## Leben

### Ausbildung
Groh studierte Rechtswissenschaften in Saarbrücken und Lille und wurde 2007 mit einer Arbeit über „Zur Frage der Zulässigkeit von Leistungsbewertungen bei Professorinnen und Professoren im Hinblick auf Art. 5 Abs. 3 GG“ an der Rechts- und Wirtschaftswissenschaftlichen Fakultät an der Universität des Saarlandes zum Dr. promoviert. Sie war Stipendiatin der Studienstiftung des deutschen Volkes.

### Laufbahn und Wirken
Annette Groh trat im Jahr 2001 in den saarländischen Landesdienst und war seitdem in verschiedenen Funktionen tätig. Zuletzt war sie die Leiterin der Abteilung für Wissenschaft, Hochschulen und Technologie in der Staatskanzlei des Saarlandes.
Am 14. April 2021 wurde sie vom Landtag des Saarlandes zur ersten Präsidentin des Rechnungshofes des Saarlandes gewählt. Sie trat das Amt als Nachfolgerin von Klaus Schmitt im Mai 2021 an.
Groh ist Mitglied der CDU in Mandelbachtal.